# Edu Manga
Edu Manga, född 2 februari 1967, är en brasiliansk tidigare fotbollsspelare.
Edu Manga spelade 10 landskamper för det brasilianska landslaget. Han deltog bland annat i Copa América 1987.